# Ozolnieki (przystanek kolejowy)
Ozolnieki (łotewski: Stacija Ozolnieki) – przystanek kolejowy w Ozolnieki, w gminie Ozolnieki, na Łotwie. Znajduje się na linii Ryga – Jełgawa. Na przystanku zatrzymują się pociągi elektryczne relacji Ryga - Jełgawa.

## Linie kolejowe
- Ryga – Jełgawa